# 獨立鎮區 (密歇根州)
獨立鎮區（英語：Independence Township）是位於美國密歇根州奧克蘭縣的一個特設鎮區。

## 地方資料
獨立鎮區的面積為94.02平方千米，當中陸地面積為90.62平方千米，而水域面積為3.39平方千米。根據2020年美國人口普查的數據，當地共有人口36686人，而人口密度為每平方千米390.19人。